# Strzępiak bagienny
Strzępiak bagienny (Inocybe paludinella (Peck) Sacc.) – gatunek grzybów z rodziny Inocybaceae. Grzyb niejadalny.

## Systematyka i nazewnictwo
Pozycja w klasyfikacji według Index Fungorum: Neohygrocybe, Hygrophoraceae, Agaricales, Agaricomycetidae, Agaricomycetes, Agaricomycotina, Basidiomycota, Fungi.
Po raz pierwszy opisał go w 1878 r. Charles Horton Peck, nadając mu nazwę Agaricus paludinellus. Obecną, uznaną przez Index Fungorum nazwę nadał mu w roku 1987 r. Pier Andrea Saccardo.
Polską nazwę nadał Andrzej Nespiak w 1990 r.

## Morfologia
Kapelusz
Średnica od 2 do 5 cm; początkowo wypukły, potem płaski, z białawymi włoskami, o barwie od kremowobiałej do jasnokremowożółtej; z resztkami na krawędzi.
Blaszki
Początkowo białe, potem kremowe, z cielistymi odcieniami.
Trzon
Od 3 do 6 cm wysokości i od 0,4 do 0,8 cm grubości, koloru kapelusza, oprószony, lekko bruzdowany; bez zasnówki.
Miąższ
Biały, o aromacie przypominającym starą mąkę.
Gatunki podobne
Można go pomylić ze strzępiakiem ziemistoblaszkowym (Inocybe geophylla), który ma widoczne pozostałości baldachimu i więcej liści ochry. Również z gatunkiem Inocybe umbratica, który rośnie pod drzewami iglastymi.

## Występowanie i siedlisko
Występuje głównie w Europie, ponadto podano jego stanowiska w Ameryce Północnej i Japonii. W Polsce w. Wojewoda w 2003 r. przytoczył 5 stanowisk, w następnych latach podano następne. Znajduje się na Czerwonej liście roślin i grzybów Polski. Ma status E – gatunek wymierający, którego przeżycie jest mało prawdopodobne, jeśli nadal będą działać czynniki zagrożenia. Bardziej aktualne stanowiska podaje internetowy atlas grzybów. Znajduje się w nim na liście gatunków zagrożonych i wartych objęcia ochroną.
Grzyb naziemny, prawdopodobnie mykoryzowy. Występuje na wrzosowiskach i w lasach wrzosowiskowych, zwłaszcza pod olszami, bukami, świerkami i sosnami, w mchach i trawach. Owocniki tworzy zwykle od sierpnia do września.